# Col de Ngoan Muc
Le col de Ngoạn Mục, ou col de Sông Pha, ou col de Bellevue, est un col de montagne situé entre la province de Ninh Thuan et le plateau de Đà Lạt (en),.